# El olivo
El olivo es una película española del año 2016, dirigida por Icíar Bollaín y protagonizada por Anna Castillo y Javier Gutiérrez.

## Argumento
Alma tiene 20 años y adora a su abuelo, un hombre que lleva años sin hablar. Cuando el anciano se niega también a comer, la chica decide recuperar el árbol milenario que la familia vendió contra su voluntad. Pero para ello, necesita contar con la ayuda de su tío, una víctima de la crisis, de su amigo Rafa y de todo el pueblo. El problema es saber en qué lugar de Europa está el olivo.

## Rodaje
La película El olivo fue rodada entre los meses de mayo y junio de 2015. La cinta, con guion de Paul Laverty, pareja de la directora, se rodó en varias poblaciones de las comarcas del Baix y del Alt Maestrat, principalmente en Sant Mateu, una localidad del interior de la provincia de Castellón. La productora contrató para el rodaje a numerosos extras de la comarca. Precisamente entre los vecinos de Sant Mateu encontró también al abuelo que coprotagoniza la cinta, Manuel Cucala. Para finalizar, se rodó también en Düsseldorf (Alemania).
El 20 de abril de 2016 se estrenó la película en la plaza mayor de la localidad de San Mateo (Castellón).
La película está producida por Juan Gordon de Morena Films, en coproducción con The Match Factory Productions (Alemania), con un presupuesto de 4.200.000 euros. El olivo cuenta con la participación de TVE y Movistar+ y fue distribuida en España por eOne Films.

## Resumen de la película (divulgacher)
Es la historia de una niña que se llama Alma. A Alma, le gustan los olivos. Su abuelo y su familia tienen una explotación de olivos. El abuelo y la niña tienen un árbol preferido que tiene 2000 años y se transmite de generación en generación en la familia. Desgraciadamente, ésta no tiene dinero. Entonces, los padres quieren vender el olivo a una empresa porque vale muy caro. Alma y su abuelo están muy tristes porque el olivo está desarraigado. Alma busca el olivo en una empresa que se sitúa en Dusseldorf. El tío de Alma y su amigo Rafa ayudan a Alma para buscar el olivo. Los padres de Alma no quieren ayudar a Alma.
Finalmente cuando Alma consigue recuperar el olivo para dárselo a su abuelo, éste ya ha muerto.

## Reparto
| Actor/Actriz          | Personaje                                          |
| --------------------- | -------------------------------------------------- |
| Anna Castillo         | Alma Cucala                                        |
| Javier Gutiérrez      | Alcachofa, tío de Alma                             |
| Pep Ambròs            | Rafa, novio de Alma                                |
| Manuel Cucala         | Ramón, abuelo de Alma                              |
| Miguel Ángel Aladrén  | Luis, padre de Alma                                |
| Carme Pla             | Vanessa, pareja de Alcachofa                       |
| Inés Ruiz             | Alma Cucala, 8 años                                |
| María Romero          | Wiki, amiga de Alma                                |
| Paula Usero           | Adeile, amiga de Alma                              |
| Paco Manzanedo        | Nelson, jefe de Rafa                               |
| Ana Isabel Mena       | Sole, española residente en Düsseldorf             |
| Janina Agnes Schröder | Sophie, compañera de piso de Sole                  |
| Pia Stutzenstein      | Kristin, compañera de piso de Sole                 |
| Juan Manuel Lara      | Dueño del vivero                                   |
| Cristina Blanco       | Estrella, hermana del dueño del vivero             |
| Nikolai Will          | Vigilante de seguridad de RRR Energy International |
| Aina Requena          | Madre de Alma                                      |
| Hanna Werth           | Marie                                              |
| Pilar García          | Conchita                                           |
| Alberto Montes        | Barman                                             |
| Lesley Jennifer Higl  | Recepcionista                                      |
| Cristina Garcia       | Mujer del Vivero                                   |
| Iñaki Mur             | Chico Discoteca                                    |
| Ana Ulloa             | Médico SS                                          |
| Alexander Eisenbraun  | Guardia de Seguridad 1                             |
| Jürgen Klein          | Guardia de Seguridad 2                             |
| Rafa Cantos           | Chico Cama                                         |
| Anselmo Sospedra      | Hombre Mesa Bar 1                                  |
| Francisco Marín       | Hombre Mesa Bar 2                                  |
| Emilio Verges         | Hombre Mesa Bar 3                                  |
| Angel Ferreres        | Hombre Mesa Bar 4                                  |
| Alba Saura            | Entrevistadora                                     |
| José Torres           | Hombre Mayor Sordo                                 |
| María Dolores Bel     | Mujer Mayor                                        |
| Nicolás Ogalla        | Nico                                               |
| Vicent Gauxach        | Hombre Mayor Enfadado                              |
| Natxo Rodes           | Vecino                                             |
| Daniel Rueda          | Vigilante Seguridad Francés                        |
| Joshua Fischer        | Manifestante                                       |
| René León             | Ricardo                                            |
| Jan Pelikan           | Manifestante                                       |
| Christian Skibinski   | Manifestante                                       |
| Serdar Thenk Yildiz   | Demonstrant protestor                              |
| Nikolai Will          | Guardia de Seguridad 3                             |

## Premios y nominaciones
31.ª edición de los Premios Goya
| Categoría               | Nominados        | Resultado |
| ----------------------- | ---------------- | --------- |
| Mejor actriz revelación | Anna Castillo    | Ganadora  |
| Mejor actor de reparto  | Javier Gutiérrez | Nominado  |
| Mejor música original   | Pascal Gaigne    | Nominado  |
| Mejor guion original    | Paul Laverty     | Nominado  |

72.ª edición de las Medallas del Círculo de Escritores Cinematográficos
| Categoría               | Nominados        | Resultado |
| ----------------------- | ---------------- | --------- |
| Mejor película          |                  | Nominada  |
| Mejor director          | Icíar Bollaín    | Nominada  |
| Mejor actor secundario  | Javier Gutiérrez | Nominado  |
| Mejor guion original    | Paul Laverty     | Nominado  |
| Mejor actriz revelación | Anna Castillo    | Ganadora  |